# Mesorhaga caudata
Mesorhaga caudata är en tvåvingeart som beskrevs av Van Duzee 1915. Mesorhaga caudata ingår i släktet Mesorhaga och familjen styltflugor. Inga underarter finns listade i Catalogue of Life.